# Vorlesungsassistent
Ein Vorlesungsassistent ist Angestellter einer Universität oder Hochschule, der den Vorlesungsbetrieb unterstützt. Ihm obliegen die Planung, der Aufbau und die Umsetzung aller wissenschaftlichen Experimente in den Hörsälen. Im Vorfeld berät er die Dozenten bezüglich der möglichen Versuche für die anstehende Veranstaltung.
Dementsprechend kommt er hauptsächlich in den Naturwissenschaften Physik und Chemie zum Einsatz, wird aber beispielsweise auch in einigen Medizin- oder Mechatronik-Vorlesungen gebraucht. Darüber hinaus kann er – je nach Umfang seines Aufgabenfeldes – die Universitätsverwaltung in technischen Fragen beraten, wie etwa bei der Umgestaltung von Unterrichtsräumen für Studenten mit körperlicher Beeinträchtigung. Vorlesungsassistenten weisen eine breite Vielfalt beruflicher Hintergründe auf, besitzen aber zumeist einen akademischen Abschluss im entsprechenden Fach. Oftmals handelt es sich um ehemalige Lehrer, aber auch wissenschaftliche Mitarbeiter und Doktoranden übernehmen diese Tätigkeit. Einige arbeiten nebenberuflich als Kursleiter an Volkshochschulen.
Im Studiengang Physik werden in den ersten Semestern die grundlegenden physikalischen Gesetzmäßigkeiten mithilfe einer Reihe bekannter Physikalischer Demonstrationsexperimente vermittelt, die vom Vorlesungsassistenten unter anderem entwickelt, beschafft, aufgebaut, vorgeführt, gewartet, repariert und in der Vorlesungssammlung sachgerecht aufbewahrt werden.
Für den Bereich Experimentalphysik dient die Vorlesungsassistententagung (VAT) als wichtigste Fortbildungsmaßnahme und Austauschplattform in den deutschsprachigen Staaten. Sie fand 2003 erstmals statt und wird seit 2007 im jährlichen Turnus an einer Universität oder Hochschule veranstaltet. Darüber hinaus werden bundesweit in Deutschland mehrere Workshops angeboten.
| Jahr | Datum       | Universität, an der die Tagung stattfand                                       | Organisator                      |
| ---- | ----------- | ------------------------------------------------------------------------------ | -------------------------------- |
| 2003 |             | Technische Universität München                                                 |                                  |
| 2005 | 13.9.       | Universität Regensburg                                                         |                                  |
| 2007 | 13.9.       | Universität Osnabrück                                                          | Fachbereich Physik               |
| 2008 | 10.–11.9.   | Universität Ulm                                                                |                                  |
| 2009 | 21.–23.9.   | Technische Universität Ilmenau                                                 |                                  |
| 2010 | 27. – 29.9. | Freie Universität Berlin                                                       | Fachbereich Physik               |
| 2011 | 19.–21.9.   | Technische Universität Chemnitz                                                | Institut für Physik              |
| 2012 | 19.–21.9.   | Hochschule für Technik und Wirtschaft Dresden / Technische Universität Dresden |                                  |
| 2013 | 16.–19.9.   | Universität Hamburg                                                            |                                  |
| 2014 | 8.–10.9.    | Otto-von-Guericke-Universität Magdeburg                                        | Fakultät für Naturwissenschaften |
| 2015 | 14.–16.9.   | Universität Stuttgart                                                          | Fachbereich Physik               |
| 2016 | 12.–14.9.   | Universität Greifswald                                                         |                                  |
| 2017 | 11.–13.9.   | Universität Bremen / Carl von Ossietzky Universität Oldenburg                  |                                  |
| 2018 | 10.–12.9.   | Johannes Gutenberg-Universität Mainz                                           |                                  |
| 2019 |             | Karlsruher Institut für Technologie                                            |                                  |
| 2020 |             | Universität Potsdam                                                            |                                  |